# Právo útrpné

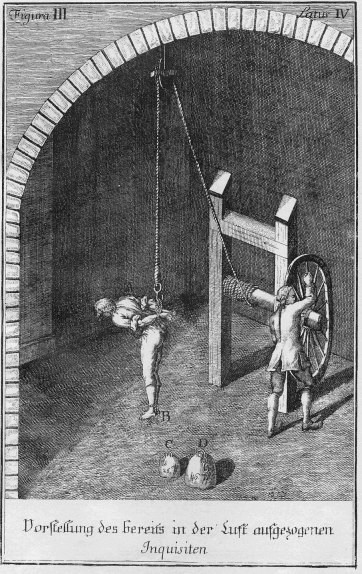
Návod na vytažení mučeného do vzduchu v trestním zákoníku Constitutio criminalis Theresiana (1768)

Útrpné právo (tortura, či mučení) je označení pro mučení v rámci právně vymezeného schématu během vyšetřování a výslechu. Existují doklady o tom, že tento nástroj vyšetřování byl používán už ve starověkém Egyptě, a to zvláště tehdy, kdy se jednalo o zločiny namířené proti králi nebo bohům. K získání výpovědi obviněného, a v některých případech i svědků, byly užívány donucovací prostředky včetně bití. Tortura byla ve středověku a raném novověku běžnou součástí vyšetřování u světských a církevních soudů, kdy byla považována za legitimní způsob, jak dosáhnout přiznání obviněného. V současné době je v členských zemích OSN jakékoliv mučení zakázáno mezinárodními smlouvami a přiznání, které by bylo mučením vynuceno, má být považováno za neplatné. Jedinec musí však prokázat skutečnosti o užití fyzického nátlaku při výslechu lékařskou zprávou.
Různé stupně nátlaku (např. psychický) jsou při zájmu o vytěžení používány běžně. Informace získávané mučením nebo podobnými praktikami musí být považovány za nelegitimně získané.

## Mučení ve středověku až raném novověku
Užívání tortury při výslechu vězňů a získávání důkazů bylo na světě na přelomu středověku až novověku poměrně rozšířeno. V různých zemích a v různých dobách byla regulována různě, někde se jednalo o několikastupňový proces (kde maximální použitelný stupeň mučení závisel na provinění a získaných důkazech), který nesměl končit zraněními trvalého charakteru, někde bylo prakticky neregulováno. V evropském právu se masivně prosadilo mučení v rámci změny trestního řízení na tzv. inkviziční, například původní zvykové germánské právo mučení neznalo a do trestního řízení se dostalo až recepcí římského práva.  Nejstarší zmínky o útrpném výslechu v Českých zemích se objevují ve Zbraslavské kronice a vztahují se k roku 1291. Ačkoliv se pravidla významně měnila, lze obecně říci, že k mučení se mohlo přistoupit jen na základě významných důkazů, ovšem pak byly možnosti kata prakticky neomezené – zároveň však musel dbát na to, aby mučený nezemřel nebo aby pod tíhou útrap nezešílel či nespáchal sebevraždu. Důležitou regulací pro útrpné právo byl trestní zákoník Constitutio criminalis Carolina vydaný v roce 1532 císařem Karlem V., který užívání mučení spíše zmírňoval. Ačkoliv bylo obvykle požadováno, aby bylo přiznání potvrzeno po skončení mučení a jedině takovéto (nevynucené) mělo hodnotu, neexistoval způsob, jak zabránit nepravdivým doznáním. Mučený nejenže trpěl, ale také mučením ztrácel čest, což s sebou neslo právní důsledky a zejména u významnějších osob mohla být prostá poprava přijatelnější, proto se v 18. a nejpozději v první polovině 19. století začalo od užívání útrpného práva upouštět.
Záleželo též na tom, kdo byl objektem soudního zájmu. U šlechticů, na cti zachovalých měšťanů či církevních osob se k mučení přistupovalo jen zřídka, zatímco u bezectných a vůbec nemajetných se k mučení mohlo přistoupit spíše. Církevní osoby navíc v některých zemích spadaly pod církevní soudy, které oproti světským akceptovaly mučení teprve s výrazným zpožděním a obvykle měly i daleko přísnější pravidla pro použití tortury než soudy světské (což se týká např. i španělské inkvizice).

### Metody mučení a mučicí nástroje
Základní mučení se dělilo do dvou kategorií – první byla ta mučení, která mohla člověka nenávratně poškodit – zmrzačit (palečnice, skřipec…); druhá působila pouze silnou bolest, ale nemohla člověku vážně ublížit - např. oslí jízda. Zvláště ve středověku existovaly speciální místnosti určené pro mučení, označované jako mučírny. Většinou se nacházely v podzemí městské radnice, hradu nebo soudní budovy, aby nebyl slyšet nářek mučených. Jejich výpovědi se pak zapisovaly do tzv. smolných knih.
Používané metody mučení jsou známy z dochované faktografické literatury i z dochovaných exemplářů mučicích nástrojů. Známé jsou například tyto:
- palečnice – drcení palců na rukou
- španělská bota – železný obal na lýtko opatřený zevnitř hroty, které se zarývaly do nohou při uzavírání obalu
- natažení na žebřík – skřipec
- železná panna – historikové ovšem uvádí, že první železná panna byla sestrojena až v roce 1793 a nikoliv ve středověku[5]
- bičování
- Oslí jízda

### Tortura v literatuře
V knize Václava Kaplického Kladivo na čarodějnice jsou zmíněny 3 stupně tortury, používané k mučení údajných čarodějnic a k docílení jejich přiznání: palečnice, španělské boty a natažení na žebřík - skřipec spojené s pálením oběti pochodní. Tyto stupně byly praktikovány postupně podle bolestivosti. Na obviněných čarodějnicích v losinských a šumperských procesech jich podle této beletristické knihy užíval císařský inkvizitor Jindřich Boblig z Edelstadtu (přesněji řečeno nařizoval katovi Joklovi, aby jich užil).

## Zákaz mučení v mezinárodním právu
Mučení v současné době zakazuje Všeobecná deklarace lidských práv z roku 1948 a Ženevské úmluvy na ochranu obětí války z roku 1949. Valné shromáždění OSN přijalo roku 1975 Deklaraci o ochraně všech osob před mučením a jiným krutým nelidským či ponižujícím zacházením nebo trestáním, na níž navázalo roku 1984 sjednání Úmluvy proti mučení a jinému krutému, nelidskému či ponižujícímu zacházení nebo trestání. V rámci Rady Evropy zakazuje mučení čl. 3 Úmluvy o ochraně lidských práv a základních svobod z roku 1950, na níž roku 1987 navázala Úmluva proti mučení a jinému krutému, nelidskému či ponižujícímu zacházení nebo trestání.
Přesto v mnoha zemích včetně formálně demokratických jsou stále zaznamenávány vyšetřovací metody, které jsou mučením nebo mají k mučení blízko. Zatímco v diktaturách taková praxe není překvapivá, velkou mediální pozornost si získalo zacházení s vězni v americkou armádou spravovaných věznicích Guantánamo a Abú Ghrajb. Jednou z užívaných metod byl waterboarding. Tyto metody jsou eufemisticky označovány jako "enhanced interrogation techniques" (rozšířené výslechové metody).